# FV-105 Sultan
Le FV-105 Sultan est un véhicule de commandement blindé et chenillé  britannique de la famille des véhicules de combat de reconnaissance chenillés ou CVR (T) construit dans les années 1970. 

## Description
Il est plus haut que les autres véhicules de la série des CVR (T) afin de permettre au personnel de disposer de plus de place à l'intérieur. Il peut ainsi emporter une grande carte posée verticalement, avec un bureau sur l'un des côtés et une banquette sur laquelle peuvent s'installer deux personnes pour travailler.
À l'avant de ce dispositif se trouvent les emplacements pour l'opérateur radio et le chef d'engin dont le siège s'élève afin de lui permettre de sortir la tête de la tourelle pour observer.
Le conducteur, quant à lui, est installé à l'avant dans un petit espace près du moteur.
L'arrière du véhicule est conçu pour accrocher une bâche afin de former un espace propre aux briefings. La carte située à l'intérieur peut alors être enlevée et fixée entre les piliers de la tente ainsi montée pour faciliter son exploitation. L'espace extérieur créé peut alors être éclairé à l'aide d'un dispositif connecté au réseau d'alimentation du véhicule. Néanmoins, cette option a été retirée sur de nombreux véhicules en service.
Le Sultan est protégé contre les attaques NBC.
En 1986, 291 unités du véhicule avaient été construites. En 2020, les forces armées britanniques disposaient de 76 véhicules de ce type.

## Opérateurs
- Belgique retiré du service
- Brunei 2
- Royaume-Uni retiré du service
- Lettonie ex-britanniques livrés en 2014[1]
- Venezuela plusieurs en service remotorisés en 2021